# Дабрагез
Дабрагез, Доброгаст или Доброгост (грчки: Δαβραγέζας) је био византијски војсковођа с половине 6. века.

## Биографија
О Дабрагезу нам податке оставља византијски историчар Агатија. Дабгарез је по народности био Ант. Истакао се у византијској војсци и достигао је у њој висок чин заповедника.
Византијска војска је у рату са Персијанцима опсела тврђаву Оногур,.555. године.  Византинци су сазнали да браниоцима стиже војна помоћ те се Оногуру приближавало појачање од 600 коњаника како би онемогућили или успорили долазак нове персијске војске. Ове коњанике предводили су Дабрагез и Усигард. Обојица су билипореклом вандали, али и заповедници ромејских одреда. Оногуру се приближавало око 3000 Персијанаца. Пошто су ишли неопрезно и у слабом реду, Дабрагез и Усигард их нападоше и натераше у бекство
556. године Дабрагез и лохаг Елмингир су отпловили уз реку Фазис (Риони). Тамо су држали стражу на прелазима..
Агатије помиње Дабрагезовог сина Леонтија 556. године. Леонтије је био међу стотину одабраних византијских ратника који су требали да изврше извиђање подручја како би напали непријатеља. Када се извиђачки одред приближио непријатељском логору, Леонтије се оклизнуо и откотрљао, сломивши при томе свој штит. Тутњава је пробудила стражаре, али не схватајући ништа, они су заспали. Византијски војници су их напали и убили.
На основу чињенице да је Дабрагезов син носио хришћанско име, претпоставља се да су или Дабрагез и његов син Леонтије крштени и примили хришћанство, или је крштен само Леонтије.